# Javier Benítez
Pour les articles homonymes, voir Benítez.
Benítez  Pomares est un nom espagnol. Le premier nom de famille, en général paternel, est Benítez ; le second, en général maternel, souvent omis, est Pomares.
Javier Benítez Pomares, (né le 3 janvier 1979 à Canals en Espagne) est un coureur cycliste espagnol. 

## Palmarès
- 2002
  - 4e étape du Tour d'Albacete
  - 4e étape du Tour de Tolède
  - 1rea et 5e étapes du Tour de Salamanque
  - 3e du Tour de Tolède
- 2003
  - 3e étape du Tour d'Estrémadure
  - 1re étape du Tour de la communauté de Madrid
  - 2e étape du Tour d'Albacete
  - 4ea étape de la Bizkaiko Bira (es)
  - 1re et 5e étapes du Tour de Salamanque
- 2004
  - 3e étape du Grand Prix Abimota
  - 3e étape du Grand Prix do Minho
  - 1reb et 3e étapes du Tour de León
  - 5eb étape du Tour de Tenerife
  - 3e de la Cursa Ciclista del Llobregat
- 2006
  - 2e, 4ea et 5e étapes  du Tour d'Estrémadure
  - 1e, 2e et 4e étapes du Tour du Portugal
  - 2e et 4e étapes du Grand Prix International CTT Correios de Portugal
  - 1re et 2e étapes du Trophée Joaquim-Agostinho
  - 3e du Circuit de Getxo
- 2007
  - 2e, 3ea et 5e étapes du Tour de l'Alentejo
  - 1re et 4e étapes du Tour du district de Santarém
  - 1re, 3e et 4e étapes du Trophée Joaquim-Agostinho
  - 3e de la Neuseen Classics – Rund um die Braunkohle
- 2008
  - Grande Prémio Crédito Agrícola de la Costa Azul :
    - Classement général
    - 4e étape

  - 1re, 5e et 7e étapes du Tour de Chihuahua
- 2009
  - 1re, 2e et 6e étapes du Tour de Chihuahua
- 2010
  - Champion de Valence sur route
  - 2e étape du Tour de Carthagène
  - 2e étape de la Ronde du Maestrazgo
  - 1re étape du Tour de Salamanque
  - 2e du championnat d'Espagne sur route "élites"

## Résultats sur les grands tours

### Tour d'Espagne
1 participation 
- 2009 : 116e

## Classements mondiaux
| Année            | 2005 | 2006 | 2007 | 2008 | 2009 | 2010  | 2011  |
| ---------------- | ---- | ---- | ---- | ---- | ---- | ----- | ----- |
| UCI America Tour |      |      |      |      | 104e | 39e   |       |
| UCI Europe Tour  | 495e | 43e  | 21e  | 332e | 312e | 1113e | 1086e |